# Бёме, Карл Готгельф Зигмунд
Карл Готгельф Зигмунд Бёме (нем. Carl Gotthelf Siegmund Böhme; 24 января 1785, Бургштедт — 20 июля 1855, Лейпциг) — немецкий музыкальный издатель.
Занимался предпринимательством, владел табачной фабрикой. В 1828 году приобрёл у наследников Карла Фридриха Петерса музыкальное издательство Bureau de Musique (ныне Edition Peters) и руководил им до конца жизни (в последние три года передав оперативное управление А. Т. Вистлингу). Публиковал, в частности, произведения Людвига ван Бетховена, Фридерика Шопена, Роберта Шумана, Луи Шпора, привлёк к сотрудничеству Карла Черни и Фридриха Конрада Грипенкерля, редактировавших масштабные издания Иоганна Себастьяна Баха (первый — инструментальные произведения и «Искусство фуги», второй — органные сочинения). В 1829 г. подписал с Иоганном Андре, Николаусом Зимроком, издательствами Breitkopf & Härtel и B. Schott's Söhne соглашение о разделе прав и недопущении пиратских перепечаток (в частности, Бёме выступал против того, чтобы издательство печатало транскрипции и переложения, не обладая правами на оригинальное сочинение). За три года до смерти передал оперативное управление предприятием А. Т. Вистлингу и завещал благотворительному фонду.